# То-Суа
То-Суа (буквально переводится как Большая дыра; англ. To Sua Ocean Trench) — небольшой водоём вулканического происхождения, расположенный на острове Уполу, в регионе Атуа Независимого Государства Самоа.
Озеро является местной достопримечательностью и популярным среди туристов местом.
Водоём расположен между деревнями Лотофага и Вавау, на южном побережье острова Уполу, в одном из провалов, образовавшихся в результате вулканической активности, на глубине 30 м. Водный объект находится в нескольких десятках метров от Тихого океана, сообщаясь с ним подземными протоками, что позволяет поддерживать уровень воды в водоёме, избегая его пересыхания. К озеру, расположенному на дне воронки, спускается лестница.
Вода в озере отличается высокой степенью прозрачности, через нее хорошо просматривается песчаное дно и разнообразная тропическая ихтиофауна.